# 부탄의 재외공관 목록

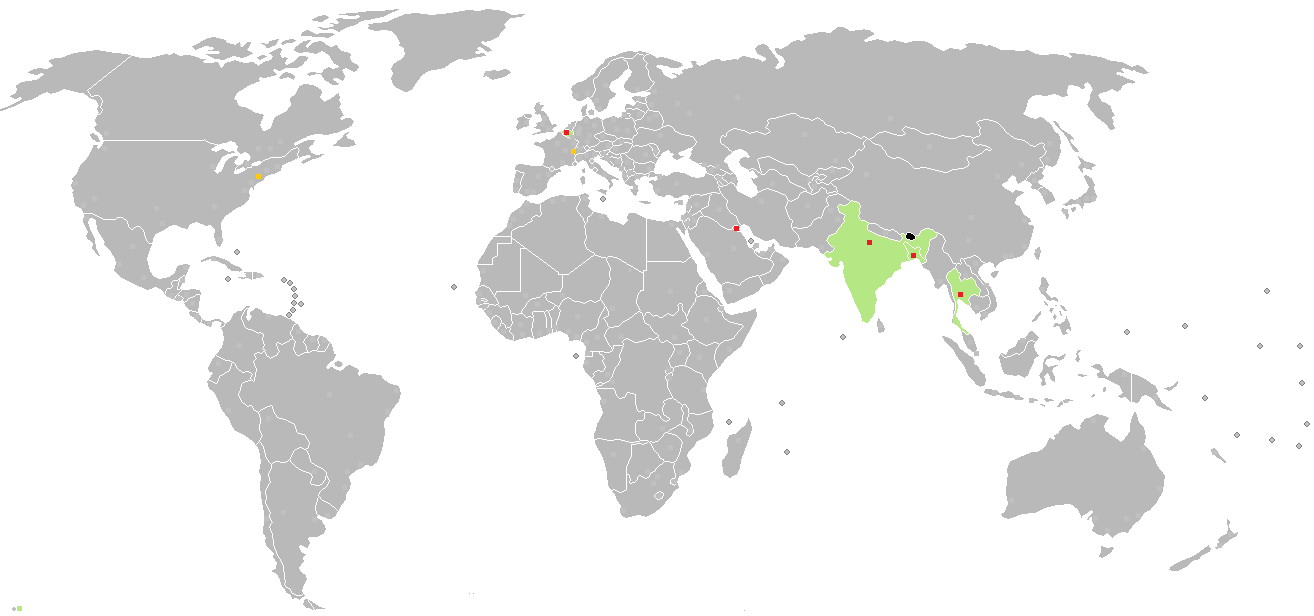
각국에 마련된 부탄 대사관 목록

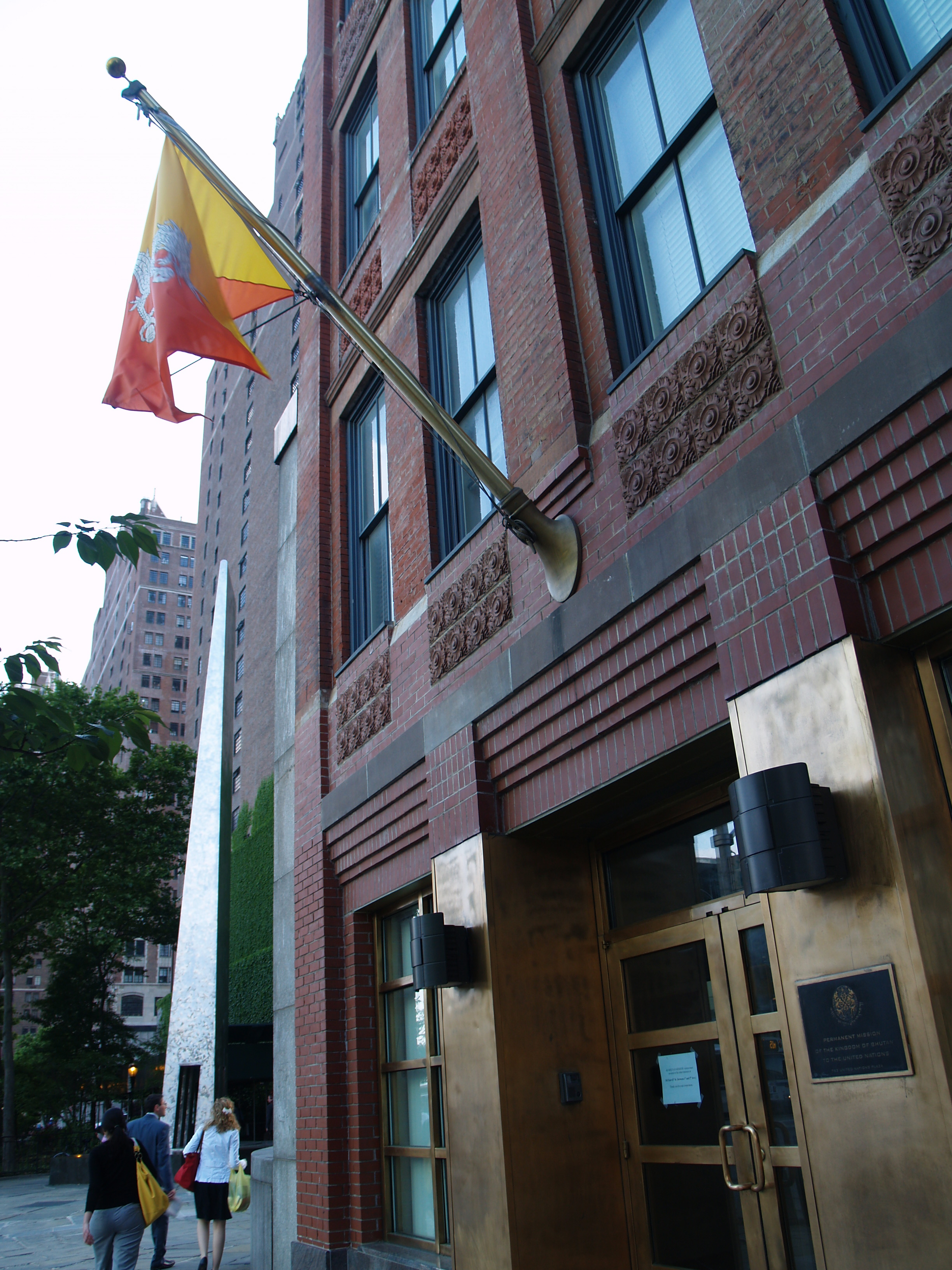
뉴욕에 마련된 유엔 부탄 대표부

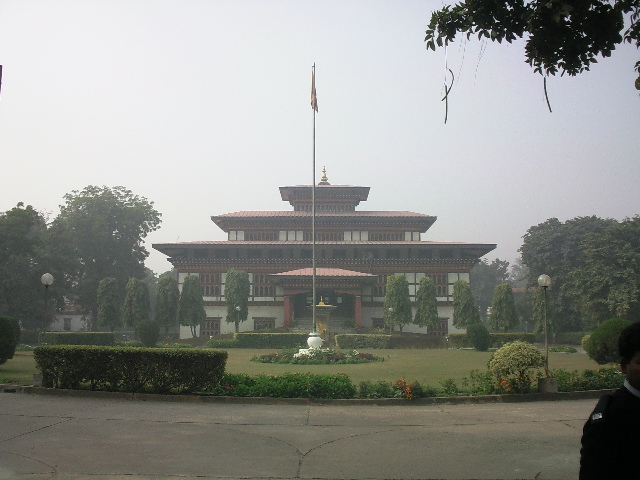
뉴델리 주재 부탄 대사관

부탄의 재외공관 목록은 부탄 주재 대사관을 각국에 상주시켜 놓는 것을 의미하며, 부탄의 재외공관을 나열한 목록이다.

## 아시아
- 방글라데시 : 다카 (대사관)
- 인도 : 뉴델리 (대사관), 콜카타 (영사관)
- 태국 : 방콕 (대사관)
- 쿠웨이트 : 쿠웨이트시티 (대사관)

## 유럽
- 벨기에 : 브뤼셀 (대사관)

## 대표부
- UN 부탄 정부 대표부 : 뉴욕, 제네바
- EU 부탄 정부 대표부 : 브뤼셀

## 같이 보기
- 부탄 주재 외국공관 목록